# راتينجية بيضاء
الراتينجية البيضاء نوع شجري يتبع جنس الراتينجية من الفصيلة الصنوبرية.

## البيئة والانتشار
موطنه شمال شرق الولايات المتحدة وولاية ألاسكا ومعظم مناطق كندا. انتشر أيضًا في أوروبا.